# Laurentius Jonae Gestritius
Laurentius Jonae Gestritius , död 1597 eller 1598, var en svensk präst och psalmförfattare.
Laurentius Jonae var först kyrkoherde i Resele socken, senare i Härnösand. Deltog vid Uppsala möte 1593, som representant för prästeståndet. Några av hans psalmer och predikningar utgavs 1591, de övriga 1619 av sonen Haquinus Laurentii Rhezelius, kyrkoherde i Riddarholmskyrkan under titeln Någre psalmer, andelige wijsor och loffsonger. I 1695 års psalmbok är Laurentius Jonae representerad med två egna verk samt fjorton psalmtexter översatta från tyska och latin. Som psalmförfattare representerad i Den svenska psalmboken 1986 med två verk tryckta första gången 1619 (nr 130 och 403. Även den första svenska översättningen av 158), "Uppfaren är vår Herre Krist" (se nedan), är utförd av honom.

## Psalmer[3]
- Den signade dag (1695 nr 354) översatt Finns på Wikisource.
- Ett barn är födt af Jungfru ren (1695 nr 146) översatt Uns ist gebohren ein Kindelein ("En stjärna gick på himlen fram" 1986 nr 130, bearbetad eller översatt) Finns på Wikisource.
- Förhanden är nu wist then tid (1695 nr 404 ) översatt Es ist gewisslich an der Zeit
- Mig gör stor lust och glädje (1695 nr 412) översatt Herzlich thut mich erfreuen Finns på Wikisource.
- Min Gud och Fader käre (1695 nr 355) översatt Ich danck dir lieber Herre Finns på Wikisource.
- Min hogh från Menniskior hafwer jagh wändt (1695 nr 42) översatt Von allen Menschen abgewandt
- O GUD min nöd nu endast här 1695 nr 396 översatt Herr Gott mein Jammer hat ein End
- Nu fröjdoms vi med glädje (1695 nr 177) översatt Nun freuet euch Gottes Kinder all
- O Gud, det är en hjärtans tröst (1695 nr 231, 1986 nr 403), författat Finns på Wikisource.
- O Gud, som hörer allas röst (1695 nr 233) författat
- På Gud, vår Fader, jag nu tror (1695 nr 8) översatt från Martin Luther Finns på Wikisource.
- Uppfaren är vår Herre Krist (1695 nr 176) och nr 157 i Metodistkyrkans psalmbok 1896. Översatt Gefahren ist der Herre Christ
- Uppstånden är vår Herre Krist, Halleluja, alles wår Frälserman förwist (1695 nr 167) översatt Erstanden ist - Tröster ist
- Uppstånden är vår Herre Krist, Halleluja, för hela werldens tröst förwist (1695 nr 168) översatt Erstanden ist - Heyland
- Uppå Gud Fader jag fast tror (1695 nr 8) översatt Ich gläub' an ein allmächtig'n Gott Finns på Wikisource.
- Uthi Gudz Namn nu rese wij (1695 nr 336) översatt In Gottes Nahmen fahren wir.
- Wi begå nu then hugnelig tid (1695 nr 178) översatt Beata nobis gaudia